# Samy Naceri
Samy Naceri (Parijs, 2 juli 1961) is een Frans acteur. Hij is vooral bekend van de Franse Taxi-films, waarin hij taxichauffeur Daniel speelt.

## Biografie
Samy Naceri werd geboren als Saïd Naceri uit een Algerijnse vader en een Franse moeder in het 4e arrondissement van Parijs. Hij groeide op in Montreuil, een voorstad van Parijs. Hij wist al op jonge leeftijd dat hij acteur wilde worden en begon acteerlessen te volgen bij de Pygmalion Studio. Zijn eerste rol was als figurant in La révolution française en in 1994 speelde hij een agent van de SWAT-eenheid in de film Léon. Het jaar daarop speelt hij in Raï een jongen die in een Franse buitenwijk opgroeit, waarmee hij enkele prijzen wint. In 1998 komt zijn internationale doorbraak met zijn rol van coureur/taxichauffeur Daniel in de komische actiefilm Taxi. Hetzelfde personage speelde hij opnieuw in Taxi 2, Taxi 3 en Taxi 4.

## Gevangenisstraffen
Zijn drankprobleem en losse handjes zorgden ervoor dat hij diverse malen in de gevangenis belandde:
Hij werd in 2003 tot acht maanden gevangenisstraf, € 5000,= boete en de intrekking van zijn rijbewijs voor drie jaar veroordeeld wegens het veroorzaken van een auto-ongeluk en het mishandelen van een der inzittenden van het andere voertuig.
Bij een optreden in een praatprogramma in oktober 2005 uitte hij doodsbedreigingen tegen Salman Rushdie. Hij zou hebben gezegd: "Pour 50 balles, moi, je te fume." (wat zo ongeveer betekent: "Voor 50 ballen leg ik je om").
In november van datzelfde jaar mishandelde Naceri in een restaurant een 22-jarige man met een asbak. Naceri werd hiervoor veroordeeld tot twee maanden gevangenisstraf.
In 2006 werd Naceri veroordeeld tot de maximale straf van zes maanden cel en 8000 euro boete voor het maken van racistische beledigende opmerkingen tegen een zwarte politieman, nadat hij de nacht in een cel had doorgebracht wegens rijden onder invloed.
In januari 2007 werd Naceri in de boeien geslagen omdat hij geen rijbewijs bij zich had en dronken achter het stuur zat. De dag daarop werd hij opgepakt wegens poging tot moord: de wederom dronken Naceri raakte betrokken bij een vechtpartij in een nachtclub in Aix-en-Provence: op een gegeven moment trok hij een mes, waarmee hij een portier neerstak die weigerde hem binnen te laten.